# インディアンオーナメンタルタランチュラ
インディアン・オーナメンタル（Poecilotheria regalis）は、オオツチグモ科に分類されるクモ。

## 分布
インド（アーンドラ・プラデーシュ州、カルナータカ州、ケーララ州、タミル・ナードゥ州、マハーラーシュトラ州）

## 形態
体長オス5センチメートル、メス9センチメートル。脚を含めた全長（レッグスパン）オス18センチメートル、メス22センチメートルとPoecilotheria属最大種。脚裏は黄色で、警告色と考えられている。

## 生態
樹上棲。危険を感じると脚を上げ、黄色の部分を相手に向け威嚇する。
飼育下ではオス生後1年、メス生後1年半-2年で成体になり、飼育下での寿命は約10年。
野生では飼育下より成熟に時間がかかり、雌は5-7年で性成熟し、寿命は10-12年。成熟後は平均して年間2個の卵嚢を産み、1個あたり35-70匹の幼体が孵化する。

## 人間との関係
開発による生息地の破壊、ペット用の乱獲などにより生息数は減少している。
高さのあるケージを用意し、ケージ内にはコルクバーグや流木を倒れないようにたてかける。乾燥に弱いため床材はヤシ殻土などの湿度を維持できる物を敷き冬季には霧吹きなどを行い湿度を上げるようにするが、蒸れにも弱いためケージ内の通気性は確保するようにする。性質が荒いうえに動きが非常に素早く、毒性も強いため扱いには注意が必要。